# Arcanos menores

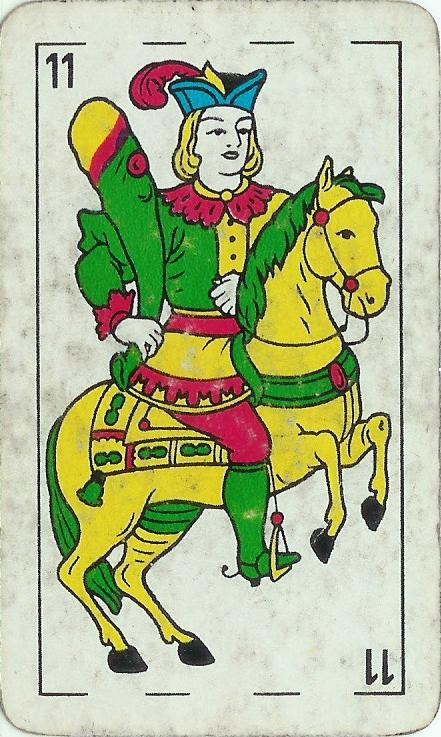
Caballo de bastos, uno de los arcanos menores del tarot Español.

Los arcanos menores son un conjunto de 56 cartas que forman parte del juego del tarot, junto con los arcanos mayores. Se encuentran divididas en cuatro palos de 14 cartas: espadas, copas, bastos y oros, como la baraja española, pero del modelo más antiguo: cartas numeradas del 1 al 10, más los personajes de la corte: sota, caballero, reina y rey. Cada uno de ellos representaría uno de los niveles sociales medievales: la nobleza, simbolizada por las espadas, los campesinos, por los bastos, el clero, por las copas y los comerciantes, por los oros.
El diseño de los naipes es diverso, aunque existen diseños clásicos, como el del tarot de Marsella —finales del siglo XVII—, que ha servido como guía en la elaboración de las figuras y su simbología. Una baraja muy popular es la Rider-Waite, ideada en 1910 por Arthur Edward Waite, elaborado por su discípula Pamela Colman Smith e impresa por la Rider Company. Otra baraja común es el tarot de Thoth, ideado entre 1938 y 1942 por el mago inglés Aleister Crowley y realizado por su discípula Frieda Harris, esta baraja se publicó en 1944, en blanco y negro, junto con El Libro de Thoth, que explica la simbología y el uso, pero fue editado con sus colores originales hasta 1977, en Nueva York, por US Games Systems y Samuel Weiser.

## Uso de los arcanos menores en el tarot
A diferencia de los arcanos mayores, que en el tarot simbolizan arquetipos a nivel general para la experiencia humana, los arcanos menores son más concretos y asocian a áreas específicas de la vida, basándose en cada palo.
Cada uno de estos palos simboliza un elemento y ámbito vital. Estos arcanos en combinación con los arcanos mayores dan un enfoque más concreto a las tiradas.

## Historia
Las barajas normales del Tarot aparecieron por primera vez en el norte de Italia en la década de 1440 y estaban destinadas a juegos de cartas de Tarot. Normalmente tienen cuatro palos, cada uno compuesto por 10 cartas no ilustradas, numeradas del uno (as) al diez, además de 4 cartas con figuras cortesanas. Los juegos de Tarot todavía son muy populares en Europa Central y del Sur; el Tarot Francés es el segundo juego de cartas más popular en Francia después del Belote. 
En cambio, las cartas de Tarot cartománticas aparecieron en Francia a finales del siglo XVIII y fueron popularizadas por ocultistas como Etteilla. Los términos «Arcanos Mayores» y «Arcanos Menores» datan de Jean-Baptiste Pitois (1811–1877), seudónimo Paul Christian.

## Simbolismo
En las cartas de Tarot adivinatorias, esotéricas y ocultas, se cree que los arcanos menores representan aspectos relativamente cotidianos de la vida. Los significados de las cartas de los Arcanos Menores pueden parecer menos importantes (lo cual no siempre es así). Sin embargo, son más adecuados para predicciones y análisis a corto plazo y no pueden predecir toda una vida. Las cartas de la corte pueden simbolizar a las personas que la persona encuentra. 
Cada palo también tiene características y significados distintivos. En la adivinación con cartas existen técnicas que incluyen el uso solo de arcanos menores, las cuales permiten adivinar significados más próximos a la vida cotidiana. Técnicas más complejas requieren el uso de las 78 cartas de las barajas modernas. 
En la adivinación, independientemente de la tirada, los arcanos menores suelen utilizarse para mayor claridad y nitidez y a menudo representan uno de los temas centrales sobre los que se construye la tirada. El significado esotérico de cada carta, aunque amplio, se estructura de acuerdo con principios generales basados principalmente en el palo al que pertenece la carta.  

## Asociaciones planetarias
En la Orden Hermética de la Golden Dawn, las cartas numéricas se asocian con planetas, lo que corresponde a su posición en la Cábala.  
Tres - Saturno  
Cuatro - Júpiter  
Cinco - Marte  
Seis - Sol  
Siete - Venus  
Ocho - Mercurio  
Nueve - Luna  
Diez - Tierra